# Spanien i olympiska vinterspelen 1960
Spanien deltog med fyra deltagare vid de olympiska vinterspelen 1960 i Squaw Valley. Ingen av landets deltagare erövrade någon medalj.